# Les Chats persans
Pour plus de détails, voir Fiche technique et Distribution.
Les Chats persans (کسی از گربه های ایرانی خبر نداره, Kasi az gorbehaye Irani khabar nadareh) est un film iranien du réalisateur kurde iranien Bahman Ghobadi produit par la société française Wild Bunch et mettant en scène Ashkan Koshanejad, Negar Shaghaghi et Hamed Behdad. Projeté pour la première fois au festival de Cannes - Un certain regard en 2009, il y remporte le prix spécial du Jury,,.

## Synopsis
À leur sortie de prison, une jeune femme, Negar, et un jeune homme, Ashkan, décident de réaliser leur rêve : monter leur propre groupe de musique. Ils parcourent alors Téhéran à la recherche d'autres musiciens « underground ». N’ayant aucune chance de se produire là-bas, ils envisagent très vite de quitter l'Iran pour tenter leur chance en Europe. Mais sans argent ni passeport, difficile de sortir de la clandestinité…

## Fiche technique
- Titre : Les Chats persans
- Titre original : کسی از گربه های ایرانی خبر نداره, Kasi az gorbehaye Irani khabar nadareh
- Réalisation : Bahman Ghobadi
- Scénario : Bahman Ghobadi, Hossein M. Abkenar, Roxana Saberi
- Photographie : Turaj Mansuri
- Montage : Haydeh Safi-Yari
- Production : Roxana Saberi, Bahman Ghobadi, Mehmet Aktas
- Pays d'origine : Iran
- Langue : Persan
- Format : Couleur - 2,35:1 - Dolby - 35 mm
- Durée : 101 minutes
- Date de sortie : 2009

## Distribution
- Ashkan Koshanejad : Ashkan Koshanejad, un musicien qui crée un groupe avec Negar et veut quitter l'Iran avec elle
- Negar Shaghaghi : Negar Shaghaghi, une chanteuse et parolière désireuse de quitter l'Iran avec Ashkan
- Hamed Behdad : Nader, l'organisateur de spectacles à la tchatche d'enfer, qui s'occupe de la constitution du groupe d'Ashkan et Negar
- Rana Farhan : Rana Farhan, une chanteuse de métal
- Ekhtelaf : lui-même
- Babak Mirzakhani : lui-même
- Hamed Seyyed Javadi : lui-même
- Kosh Mirzahi
- Pouya Hosseini
- Ali Rahmani
- Mehdi Tabar
- Bahman Ardalan : lui-même, l'ingénieur du son
- Le groupe Mirza :
- Bahman Ghobadi : lui-même, enregistrant un disque en studio
- Le groupe Yellow Dogs
- Le groupe Free Keys
- Le groupe Nikaein
- Le groupe Abrang
- Le rappeur Hichkas

## Destin tragique
Certains acteurs de ce film qui jouaient en fait leur propre rôle (Arash et Soroush Farazmand ainsi qu'Ali Eskandarian) ont été tués, le 11 novembre 2013, durant une fusillade dans leur immeuble à New York commise par un certain Ali Akbar Mohammad Rafie, qui s'est suicidé selon le New York Post.